# Игралиште
Игралиште (болг. Игралище) — село в Благоевградской области Болгарии. Входит в состав общины Струмяни. Находится примерно в 9 км к юго-западу от центра села Струмяни и примерно в 51 км к югу от центра города Благоевград. По данным переписи населения 2011 года, в селе  проживало 298 человек.

## Население
| Год     | 1934 | 1946 | 1956 | 1965 | 1975 | 1985 | 1992 | 2001 | 2011 |
| ------- | ---- | ---- | ---- | ---- | ---- | ---- | ---- | ---- | ---- |
| Жителей | 818  | 949  | 1019 | 901  | 811  | 640  | 527  | 385  | 298  |

| Национальность | Человек | Процент |
| -------------- | ------- | ------- |
| болгары        | 286     | 98,96%  |
| другие         | 3       | 1,04%   |
| Всего ответов  | 289     |         |

|  |